# Sternidius gracilipes
Sternidius gracilipes är en skalbaggsart som först beskrevs av Linsley 1942.  Sternidius gracilipes ingår i släktet Sternidius och familjen långhorningar. Inga underarter finns listade i Catalogue of Life.